# خالد سلمان
خالد سلمان ، لاعب كرة قدم قطري سابق، لعب مع نادي السد الرياضي والمنتخب القطري. ويعمل حاليا سمسار للاعبين كرة القدم ومحلل رياضي في قناة الكأس القطريه.
شارك مع المنتخب القطري للشباب ووصل لنهائي كاس العالم وخسر قطر امام ألمانيا. وهو مشهور بأهدافه الثلاثا على منتخب البرازيل.

## كأس الخليج1986
و قد سجل هدف في مرمى منتخب الإمارات لكرة القدم.

## كأس الخليج 1988
و قد سجل هدف في مرمى منتخب الإمارات لكرة القدم.
==مجال التدريب== دخل خالد سلمان مجال التدريب مع فريق السد في الفئات السنية وقرر ترك هذا المجال بعد خسارة الفريق الذي كان يشرف عليه بنتيجه ثقيله

## روابط خارجية
- خالد سلمان على موقع الاتحاد الدولي (مؤرشف)  (الإنجليزية)
- خالد سلمان على موقع ناشيونال فوتبول تيمز (الإنجليزية)
- خالد سلمان على موقع عالم كرة القدم.نت (الإنجليزية)
- خالد سلمان على موقع كووورة
- خالد سلمان على موقع أوليمبيديا (الإنجليزية)